# Tupá (Berg)

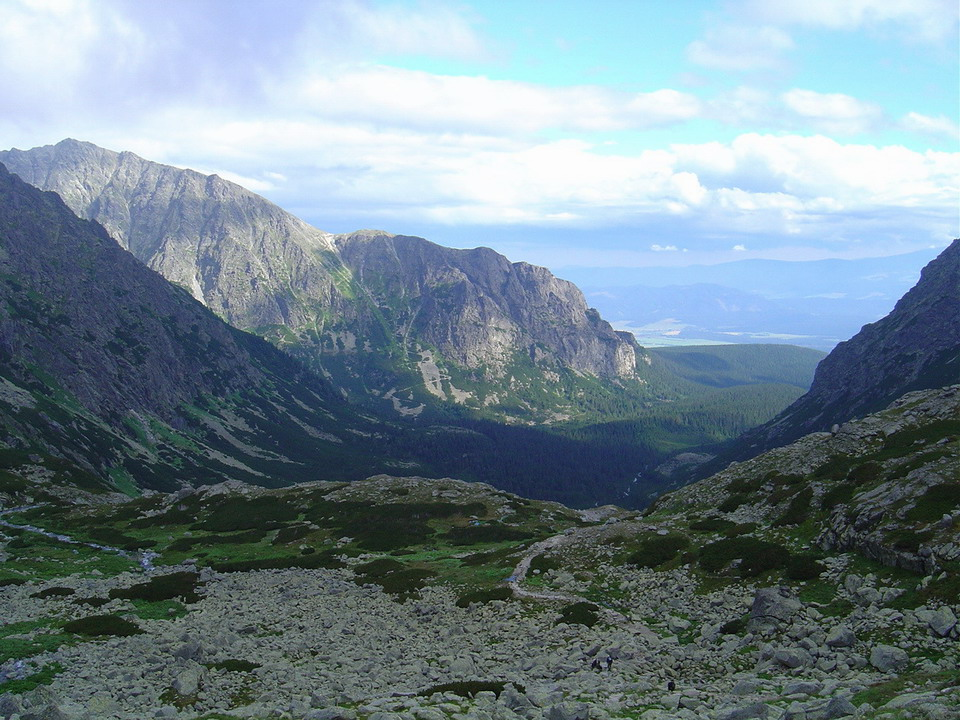
Blick auf Tupá (links) vom oberen Teil des Tals Mengusovská dolina heraus

Die Tupá (deutsch und ungarisch Tupa, polnisch 	Tępa) ist ein 2284 m n.m. hoher Berg in der Hohen Tatra in der Slowakei. Der Berg befindet sich im vom Südgipfel der Končistá nach Südwesten verlaufenden Seitengrat oberhalb der Täler Zlomiská im Norden, Dolina Veľkej hučavy im Südwesten und Štôlska dolina im Südosten. Von der Končistá ist die Tupá durch den Sattel Lúčne sedlo getrennt, weiter nach Südwesten folgt der Sattel Sedlo pod Ostrvou sowie der Berg Ostrva.
Der Berg wurde zum ersten Mal 1830 in den Werken von Albrecht von Sydow als Tupa B. [d. h. Berg] erwähnt, vorher war er nur unter dem Sammelbegriff mengusfalvensis mons, der für den Abschluss des Tals Mengusovská dolina galt, bekannt. Lange herrschte in der Literatur Uneinigkeit über die Benennung des Bergs, denn der Name Tupá wurde häufig mit der Bezeichnung des nahen Bergs Klin (2183 m n.m.) gegenseitig vertauscht. Das slowakische Adjektiv tupá (f.) heißt auf Deutsch „stumpf“, klin ist hingegen ein Keil.
Die Tupá liegt abseits touristischer Wanderwege und ist somit offiziell nur für Mitglieder alpiner Vereine oder mit einem Bergführer zugänglich, dennoch führt ein leicht erkennbarer Pfad zum Gipfel vom Sedlo pod Ostrvou am rot markierten Wanderweg Tatranská magistrála.